# T&Dアセットマネジメント
T&Dアセットマネジメント株式会社（英:T&D Asset Management Co., Ltd.）は、T&Dホールディングス傘下の資産運用関連事業を行う会社である。

## 沿革
- 1980年（昭和55年）12月- 第一證券グループの投資信託委託会社として、第一投信が設立。（T&Dアセットマネジメントの存続会社）
- 1986年（昭和61年）3月 -
  - 大同生命保険グループの100%子会社として、大同生命投資顧問が設立。
  - 太陽生命保険グループの100%子会社として、太陽生命投資顧問が設立。
- 1997年（平成9年）
  - 4月 - 太陽生命投資顧問がジャパンガンマ投資顧問と合併し、太陽ライフガンマ投資顧問へ社名変更。
  - 12月 - 日本長期信用銀行が第一投信の経営に参画し、長期信用投信へ社名変更。
- 1999年（平成11年）
  - 2月 - 長期信用投信が大同生命傘下となる。同年4月には、大同ライフ投信へ社名変更。
  - 10月 - 大同生命投資顧問と太陽ライフガンマ投資顧問が合併し、T&D太陽大同投資顧問へ社名変更。
- 2002年（平成14年）7月 - T&D太陽大同投資顧問と大同ライフ投信が合併し、T&Dアセットマネジメントへ社名変更。
- 2007年（平成19年）12月 - 同社の全株式取得に伴い、T&Dホールディングスの直接子会社となる。